# Левен, Кит
Кит Левен (англ. Julian Keith Levene; 18 июля 1957, Масвелл-Хилл, Харингей, Великобритания — 11 ноября 2022, Норфолк, Восточная Англия)) — британский рок-музыкант, автор-исполнитель и музыкальный продюсер. Наряду с Джоном Лайдоном и Джа Уобблом был одним из основателей коллектива Public Image Ltd.

## Карьера
Кит Левин родился в Масвелл-Хилле, пригороде лондонского боро Харингей к северу от Лондона, в еврейской семье. Ещё ребенком он влюбился в музыку и тяготел к ска, прог-року и The Beatles. В подростковом возрасте начал играть на гитаре и был одержим Yes, восхваляя Стива Хоу как «величайшего гитариста в мире». После посещения концертов Yes Левен часто пробирался на сцену и предлагал свою помощь для разборки оборудования, а когда ему исполнилось 15 лет, получил работу роуди в Yes, чистил тарелки Алана Уайта и менял малый барабан во время тура Close to the Edge. Когда Левин попытался присоединиться к команде для следующего сольного тура Рика Уэйкмана, тот, заметивший, что Левен постоянно играет на инструментах, но не спешит их настраивать, убедил его отказаться от роли роуди и попробовать вместо этого заняться музыкой.
Кит Левен был одним из членов панк-рок-групп The Flowers of Romance и The Clash . Несмотря на то, что Кит покинул группу до начала первых студийных записей The Clash, он является соавтором песни «What’s My Name?» c их первого альбома. Сам Левен утверждал, что является соавтором нескольких песен данного альбома.
После распада Sex Pistols Левен и Лайдон стали соучредителями Public Image Ltd (PiL). С коллективом Public Image Ltd. впервые выступил в 1978 году, сначала как гитарист, постепенно начав играть на других музыкальных инструментах — вплоть до 1983, когда он был вынужден покинуть группу из-за творческих разногласий.
Левен — один из первых гитаристов, использовавших металлические гитары. В 1985 году со своей второй женой, журналисткой Шелли да Кунья (англ. Shelly da Cunha), основал собственную компанию в Лос-Анджелесе (зарегистрирована 19 июня 1986 года как Shelly Da Cunha, 830 North Kodak Drive, Los Angeles CA 90026, в настоящее время деятельность компании приостановлена). В последующие годы он вложил значительные средства в биткоин и другие формы криптовалюты.